# Karwia
Karwia (deutsch Karwen; kaschubisch Karwiô) ist ein Dorf und Sołectwo (Schulzenamt) der Stadt-und-Land-Gemeinde Władysławowo im Powiat Pucki der Woiwodschaft Pommern in Polen.

## Geographie

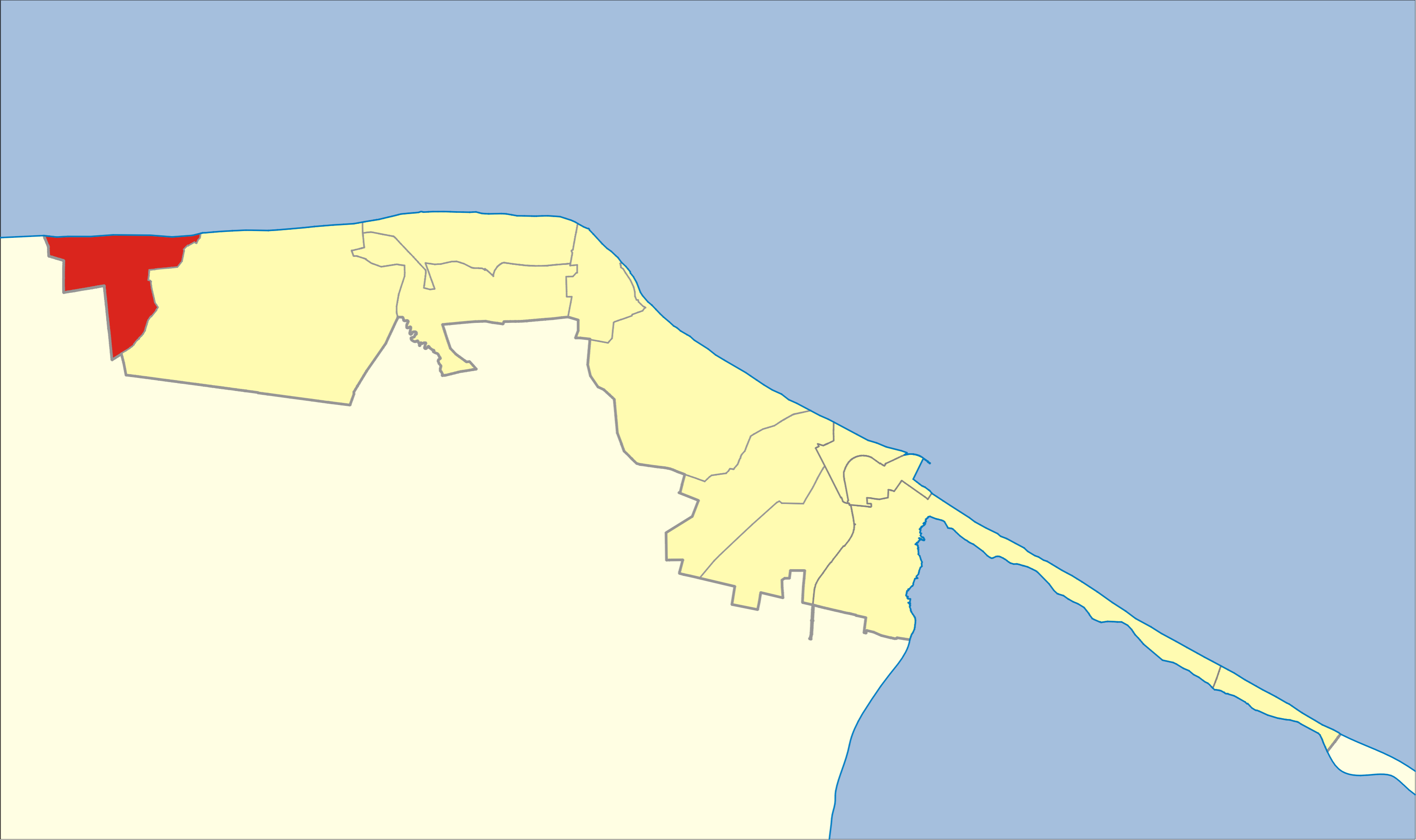
Lage von Karwia in der Gemeinde

Der Badeort liegt in Pommerellen und Kaschubien, 13 Kilometer westlich der Stadt Władysławowo (Großendorf), 18 Kilometer nordwestlich der Stadt Puck (Putzig) und 40 Kilometer nordwestlich von Gdynia (Gdingen). Nachbarorte sind Ostrowo (Ostrau) im Osten, Sławoszynko (Klein Slawoschin) sowie Karwieńskie Błoto I (Karwenbruch) im Südwesten und Karwieńskie Błoto II (Karwenbruch) im Westen.
Die Ostsee liegt im Norden hinter Dünengürtel und Steilküste, die Zatoka Pucka (Putziger Wiek) ist 14 Kilometer entfernt. Auf dem Ortsgebiet liegen Teile des 14940 Hektar großen Naturparks der Ostseeküste. Die Czarna Woda (Czernau) mündet an der Grenze zu Ostrowo in die Ostsee, der Kanał Karwinka (auch Kanał Karwianka) stellt die Grenze zu Karwieńskie Błoto in der Gmina Krokowa dar und mündet im Westen des Orts.

## Geschichte
Der Ort wurde 1599 erstmals besiedelt sowie später als Carwia, Karwień oder Karwen urkundlich genannt. Das Gebiet gehörte bis zum Zweiten Frieden von Thorn (1466) zum Deutschordensstaat. Die Region kam nach der Ersten Teilung Polens 1773 an das Königreich Preußen. Der Ort hatte zehn Jahre später 13 Feuerstellen. Katholiken besuchten die Kirche in Strellin, Evangelische waren nach Krockow eingepfarrt. Von 1887 bis 1919 gehörte der Ort zum Kreis Putzig (zuvor Kreis Neustadt in Westpreußen) in der Provinz Westpreußen des Deutschen Reichs. Er hatte den Status einer Landgemeinde im Amtsbezirk Karwenbruch (Karwieńskie Błoto), wo auch das Standesamt war. Nach Ende des Ersten Weltkriegs wurde das Kreisgebiet mit Karwen aufgrund der Bestimmungen des Versailler Vertrags, mit Wirkung vom 20. Januar 1920, an Polen abgetreten.
Als Teil des Polnischen Korridors gehörte Karwia zum Powiat Pucki und wurde am 1. Januar 1927 mit diesem in den Powiat morski eingegliedert. Durch den Überfall auf Polen 1939 kam das Gebiet des Korridors völkerrechtswidrig an das Reichsgebiet und wurde dem Reichsgau Danzig-Westpreußen zugeordnet. Gegen Ende des Zweiten Weltkriegs besetzte im Frühjahr 1945 die Rote Armee das Kreisgebiet und übergab es an die Volksrepublik Polen. Die deutsche Minderheit wurde ausgewiesen. 
In den Jahren von 1975 bis 1998 gehörte Karwia administrativ zur Woiwodschaft Danzig, der Powiat Pucki war in diesem Zeitraum aufgelöst. Karwia war von 1960 bis 1972 ein Ortsteil von Jastrzębia Góra und von 1973 bis 2014 ein Stadtteil von Władysławowo. Zum 1. Januar 2015 erhielt Karwia den Status eines Schulzenamts der neu gebildeten Stadt-und-Land-Gemeinde Władysławowo.
Die römisch-katholische Pfarrkirche wurde 1948 begonnen und 1950 fertiggestellt.
Einwohnerzahlen:
- 1849: 201
- 1905: 323
- 1910: 335
- 2008: 931
- 2011: ca. 970[4]
- 2016: 1023
- 2021: 960[1]

Pfarrkirche des Orts
Kanał Karwinka
Strand in Karwia
Mündung der Czarna Woda

## Verkehr
Die Woiwodschaftsstraße DW215 verläuft im Norden des Badeorts von Karwia nach Władysławowo (Großendorf). Von ihr führen verschiedene Wege zum Strand.
Władysławowo erhielt 1922 einen Bahnhof an der Bahnstrecke Reda–Hel (Rheda–Hela).
Der nächste internationale Flughafen ist Danzig.